# Psittaculidae
Psittaculidae là một họ vẹt gồm 5 phân họ Platycercinae, Psittacellinae, Loriinae, Agapornithinae và Psittaculinae.

## Phân loại học
- Phân họ Platycercinae
  - Tông Pezoporini
    - Chi Neopsephotus
    - Chi Neophema
    - Chi Pezoporus

  - Tông Platycercini
    - Chi Prosopeia
    - Chi Eunymphicus
    - Chi Cyanoramphus
    - Chi Platycercus
    - Chi Barnardius
    - Chi Purpureicephalus
    - Chi Lathamus
    - Chi Northiella
    - Chi Psephotus
- Phân họ Psittacellinae
  -     - Chi Psittacella;
- Phân họ Loriinae
  - Tông Loriini
    - Chi Chalcopsitta 
    - Chi Eos
    - Chi Pseudeos
    - Chi Trichoglossus
    - Chi Lorius
    - Chi Phigys
    - Chi Vini
    - Chi Glossopsitta
    - Chi Charmosyna
    - Chi Oreopsittacus
    - Chi Neopsittacus

  - Tông Melopsittacini
    - Chi Melopsittacus

  - Tông Cyclopsittini
    - Chi Cyclopsitta
    - Chi Psittaculirostris
- Phân họ Agapornithinae
  -     - Chi Agapornis
    - Chi Loriculus
    - Chi Bolbopsittacus
- Phân họ Psittaculinae
  - Tông Polytelini
    - Chi Alisterus
    - Chi Aprosmictus
    - Chi Polytelis

  - Tông Psittaculini
    - Chi Psittinus
    - Chi Geoffroyus
    - Chi Prioniturus
    - Chi Tanygnathus
    - Chi Eclectus
    - Chi Psittacula

  - Tông Micropsittini
    - Chi Micropsitta